# Rhénium
Le rhénium est l'élément chimique de numéro atomique 75, de symbole Re. Il a été découvert en 1925 par les chimistes allemands Walter Noddack, Ida Tacke et Otto Berg. Son nom dérive du nom latin du Rhin, Rhenus. C'est le dernier élément stable à avoir été découvert, les suivants étant tous radioactifs.
Le corps simple rhénium est un métal argenté et lourd qui résiste bien à la corrosion et a une tolérance exceptionnelle à la chaleur.
Le rhénium est l'un des éléments les plus rares dans la croûte terrestre, son coût de production est donc élevé et ses applications limitées ; son usage dans l'aéronautique est cependant stratégique. On l'extrait habituellement des poussières de molybdène dans les fours industriels, dont il est un sous-produit poudreux de couleur grise ; le rhénium se trouve également à l'état de traces dans certains minéraux.

## Histoire
L'existence de l'élément 75 est prédite dès 1896 par Dmitri Mendeleïev, qui lui donne le nom dvi-manganèse (avec Dm pour symbole).
En 1908, Masataka Ogawa, un chimiste japonais travaillant à l'University College de Londres avec William Ramsay, découvre des propriétés nouvelles dans un minéral de thorianite, qu'il attribue à l'élément 43, qu'il nomme nipponium. Cette découverte n'ayant pas pu être répétée par la communauté scientifique, ses travaux furent délaissés. En fait, Ogawa pourrait avoir identifié le rhénium.
En 1914, Henry Moseley confirme qu'un élément doit se trouver en position 75 grâce à des expériences de spectroscopie de rayons X. En 1925, Noddack, Tacke et Berg reprennent ces expériences avec du minerai de colombite et identifient deux éléments aux propriétés chimiques similaires au manganèse, qu'ils nomment rhénium (Z=75) et masurium (Z=43). Malheureusement, ils seront incapables de répéter l'expérience pour le masurium et la découverte de l'élément 43 ne sera officiellement confirmée qu'en 1937 par Carlo Perrier et Emilio Segrè. En 1928, les Noddack (Noddack et Tacke se sont mariés en 1926) parviennent à isoler un gramme de rhénium à partir de 660 kg de molybdénite.
Le processus était si compliqué et le coût si élevé que la production de rhénium fut arrêtée jusqu'au début des années 1950, quand on commença à préparer des alliages tungstène-rhénium et molybdène-rhénium. Ces alliages sont très utiles dans l'industrie, et la demande en rhénium a alors augmenté.

## Propriétés
Le rhénium pur est un métal dur de couleur blanc argenté. Il possède le troisième plus haut point de fusion (3 180 °C) de tous les corps simples après le tungstène et le carbone. Il a également le plus haut point d'ébullition de tous les éléments. La poudre de rhénium est lentement oxydée dans l'air en heptoxyde de rhénium (Re2O7) au-dessus de 150 °C. L'élément a été caractérisé dans les états d'oxydation -1 à +7, les états +3, +4, +5 et +7 étant les plus communs.
Il a la particularité d'être très résistant à la corrosion et de ne pas être attaqué par l'acide chlorhydrique ni par l'acide sulfurique. Il se dissout toutefois dans l'acide nitrique.

## Isotopes
Le rhénium possède trente-cinq isotopes connus, de nombre de masse variant entre 160 et 194, ainsi que vingt-et-un isomères nucléaires. Parmi ces isotopes, un seul est stable, 185Re, faisant du rhénium un élément monoisotopique. Cependant, à l'instar du vanadium, du rubidium, du lutécium, du lanthane, de l'europium et de l'indium, il coexiste avec un radioisotope naturel à longue vie, 187Re (demi-vie de 41,2 milliards d'années, trois fois l'âge de l'univers) ce qui fait que le rhénium n'est pas un élément mononucléidique. Comme dans les cas de l'indium et du tellure, ce radioisotope est même l'isotope le plus abondant (62,6 contre 37,4 %). On attribue au rhénium une masse atomique standard de 186,207(1) u.

## Production
La production mondiale est de l'ordre de 50 tonnes par an. Le rhénium est extrait de la molybdénite contenue dans le porphyre cuprifère sous forme d'heptoxyde (Re2O7) qui est ensuite converti en perrhénate d'ammonium (NH4ReO4) avant d'être réduit en rhénium métallique en présence d'hydrogène.
Les trois principaux pays producteurs en 2021 sont :
- le Chili (49 % de la production mondiale) ;
- la Pologne (16 % de la production mondiale) ;
- les États-Unis (15 % de la production mondiale) ;

On obtient également du rhénium par recyclage des matériaux contenant du rhénium.
En 2021, le kilogramme de rhénium, sous forme de pastilles pures à 99,99 %, s'achète pour moins de 1000 dollars américains, prix en baisse depuis dix ans.

## Applications

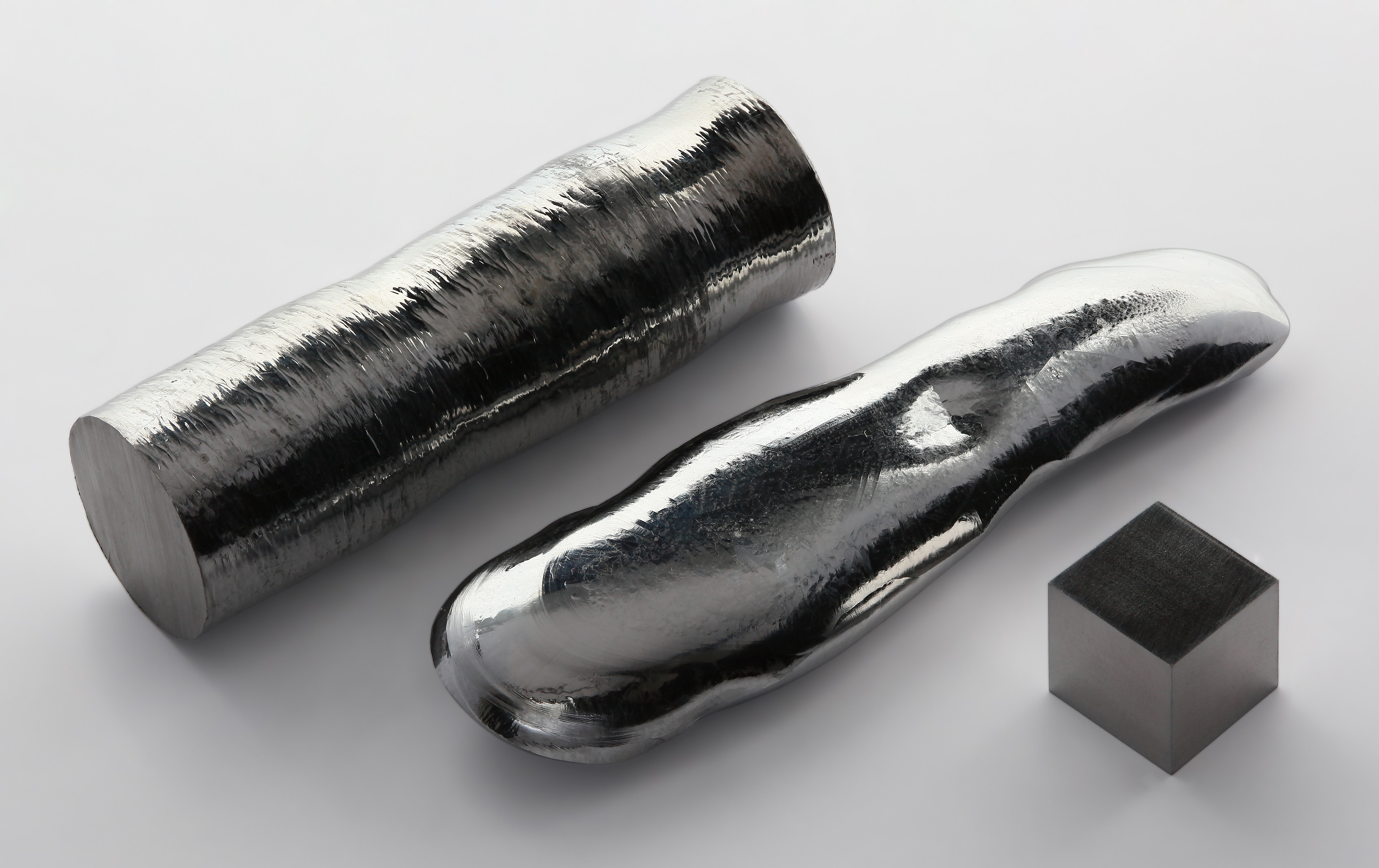
Rhénium en lingot monocristallin et cube de 1 cm^{3}.

La production de rhénium est utilisée aux trois quarts pour la fabrication de superalliages pour les turbines, principalement aéronautiques. Son haut point de fusion permettant d'augmenter la résistance du matériau à haute température. Dans son initiative Matières premières (2008), la Commission européenne a déclaré que « les superalliages au rhénium sont un élément indispensable dans la production d'aéronefs modernes ».
La deuxième application principale est la production de catalyseurs platine-rhénium dans l'industrie pétrolière pour la production d'essence par reformage catalytique.
On se sert du rhénium pour améliorer la résistance thermique du filament des fours électriques et dans la production de thermocouples.
Le rhénium est utilisé comme joint dans les cellules à enclumes de diamant (CED), qui sont des dispositifs permettant de générer des hautes pressions hydrostatiques. Le joint est la pièce métallique percée d'un trou et placée entre les deux diamants. Les conditions extrêmes de pression et de température réalisées lors de ces expériences imposent le choix d'un matériau très résistant : le rhénium est le plus indiqué, loin devant l'inox et l'alliage de CuBe.
Le composé Re6Se8Cl2 est un semi-conducteur superatomique. En 2023, des chercheurs de l'université Columbia en ont découvert des propriétés de transport ultrarapide de quasi-particules exciton-polaron, permettant potentiellement de développer des transistors un million de fois plus rapides que les dispositifs habituels,.